# Natalie Walker
Natalie Walker (Indianápolis, Indiana) es una cantante, compositora y músico estadounidense, nacida y crecida en Indiana, región localizada en el medio oeste de Estados Unidos. Walker se dio a conocer como vocalista del grupo Daughter Darling, conformado por los hermanos Travis y Steven Fogelman que luego abandono para iniciar una carrera como solista. Sus principales influencias musicales son Alison Krauss, Jewel y Beth Orton.

## Biografía
Creció en una familia de Cristianos renacidos. Paso su infancia en Indianápolis. Asistió en "La Escuela Secundaria Avon" entre 1996-2000 en Avon, Indiana. Se integró por primera vez a una banda cuando cursaba la secundaria y tocaba en cafeterías y festivales musicales. En sus inicios fue influenciada por bandas y artistas como Portishead, Ani DiFranco, U2, Alison Krauss y Björk. Tiempo después asistió por dos años a una universidad cristiana antes de trasladarse a Filadelfia para formar parte de Daughter Darling. En los últimos años Natalie ha pretendido ser agnóstica y con mucha frecuencia escribe sobre su lucha para liberarse de las religiones convencionales. Actualmente reside en Denver.

### Daughter Darling
En sus inicios Daughter Darling buscaba a una vocalista definitiva ya que la banda no contaba con una, por mucho tiempo se buscó a una vocalista para la banda pero nunca encontraban a la indicada. Travis y Steven Fogelman publicaron un anuncio en un sitio web, que fue respondido por Walker, cuyas raíces acústicas se fundaron en el canto folk y funk. Tras ser aceptada en la banda Walker dejó la universidad, y se unió al grupo. Grabaron su álbum debut titulado "Sweet Shadows" y fue lanzado en el sello discográfico "Plain Jane Records" en 2002 y fue nominado al "Mejor CD de 2003" en los Premios de la Música de Filadelfia.

### Mouchette
En 2009 Walker crea una banda llamada "Mouchette" la cual está integrada por Aaron Nevezie (guitarra), David Manson (batería), John Stenger (teclado) y John Davis (bajo). Lanzaron su primer EP en mayo de 2009 titulado "Orchids to Ashes". Natalie ha declarado que siempre ha sido una inspiración para ella crear una banda de Indie rock y con Mouchette eso se convirtió en realidad ya que la banda represente un estilo completamente diferente a Daughter Darling y sus álbumes en solitario. El sonido de la banda se conforma de una gran variedad de influencias musicales inspiradas en Blonde Redhead, Doves, Radiohead, The Flaming Lips, The White Stripes y Autolux. En enero de 2010 Mouchette lanza su segundo EP titulado "Glimmer".

### Carrera como solista
Tras dejar la banda para iniciar una carrera en solitario Walker lanza su primer álbum de estudio como solista en 2006 titulado "Urban Angel", que fue coescrito por Walker junto ha Dan Chen y Nate Greenberg de "Stuhr" que también se encargaron de producirlo. El álbum tuvo una buena acogida por la crítica gracias "A su hipnótica sensualidad" y tuvo una pequeña ola de menor importancia en el mercado. Walker ha dicho que quiso que el álbum fuese inolvidable además que el estilo del álbum fue comparado con el de Norah Jones, Sarah McLachlan y Beth Orton.
"Urban Angel" contó con algunas canciones de larga duración que ayudaron positivamente a la carrera de Walker como "Crush", "Urban Angel","Sanckens Doll" y un remix de "Quicksand" que fue presentado por Sofia Coppola como parte de la banda sonora de la película "Marie Antoinette", mientras que los temas "Waking Dream" y "Circles" formaron parte de la banda sonora de la película mexicana "Cansada de besar sapos", este último tema también apareció en un episodio de la serie de televisión Grey's Anatomy.
En 2008 Walker publica su segundo álbum de estudio como solista titulado "With You" que también fue producido por el dúo "Stuhr", del álbum se desprendió el sencillo "With You" y también destacaron temas como "Lost My Shadow", "Pink Neon", "Empty Road" y "Too Late".
El 21 de junio de 2011 Natalie Walker lanza su tercer álbum de estudio titulado "Spark" que cuenta con una mezcla fascinante de texturas y sonidos electrónicos y acústicos. Walker escribió y grabó la mitad del álbum junto a sus colaboradores anteriores Dan Chen y Nate Greenberg y su equipo de producción con sede en Brooklyn, mientras que la otra parte del álbum fue producida por el compositor y productor "Ted Bruner" que ha trabajado con artistas como Katy Perry, Kesha y Plain White T's. Los sonidos del álbum ocupan un lugar dulce en el Pop y la electrónica. Las canciones contienen temas personales para Walker, "Revele cosas sobre mi misma en algunas canciones que no había dicho públicamente", relato. "Porque Ted se negó a incluir detalles que no fuesen ciertos."
El 10 de marzo de 2015 Walker lanza su cuarto álbum de estudio titulado "Strange Bird".

## Discografía

### Álbumes de estudio
- Urban Angel.[8] (2006)
- With You (2008).
- Spark (2011)[9]
- Strange Bird[10] (2015)

### EP
- No One Else (2006)
- Quicksand (2006)
- Over & Under (2008)
- Pink Neon (2008)
- Live at The Bunker (2009)
- Cool Kids (2011)

### Singles
- Crush (2006)
- Waking Dream (King Britt Remix) (2008)[11]
- With You (Dive Index Remix) (2009)
- Uptight (2011)

### Con Daughter Darling
- Sweet Shadows (2002)

### Con Mouchette
- Orchids to Ashes (EP, 2009)
- Glimmer (EP, enero de 2010)

### Otros
- Dive Index - Mid/Air (LP, 2007)
- Dive Index - Collisions: The Mid/Air Remixes (Remix LP, 2008)